# 長森南インターチェンジ
長森南インターチェンジ（ながもりみなみインターチェンジ）は、岐阜県岐阜市芋島にある国道21号（那加バイパス）のインターチェンジである。岐阜県道77号岐阜環状線、岐阜市市道に接続する。

## 概要
那加バイパス開通当初は平面交差点（東中島交差点）であったが、2000年（平成12年）、岐大バイパスと那加バイパスを高架で接続させる区間（三宅立体区間）の暫定供用(この時は左車線がそのまま側道に、右車線が岐大バイパス本線であった)及び、2002年（平成14年）、三宅立体4車線開通により開設される。
ハーフインターチェンジであり、国道21号からは下り線から出ることしか出来ない。また、接続する道路からは国道21号線上り線にしか入れない。
長森南インターチェンジは、各務原市川島地区（旧川島町）方面へ接続するインターチェンジの役割もあり、案内板には、河川環境楽園の表示がされている。

## 周辺
- 東海北陸自動車道岐阜各務原IC
- 名鉄各務原線 手力駅
- 名鉄各務原線 高田橋駅
- 手力雄神社